# Юссив
Юссив (нем. Jussive, усечённое наклонение) — наклонение глагола, выражающее косвенную форму побуждения (приказ, просьбу), обращённую к третьему лицу. Отличается от императива тем, что обращена не ко 2-му, а к 3-му лицу.
Например, Живи! (императив) и Пусть живёт! (юссив).
Или
эст. Poisid ärgu jooksku! = Пусть мальчики не бегают!
фин. Lukekoon hän tämän kirjan! = Пусть он прочитает эту книгу!
Выделяется в семитских, кушитских и папуасских языках.